# 콜리청서
콜리청서(Sciurus colliaei)는 다람쥐과 청서속에 속하는 설치류의 일종이다. 멕시코의 토착종이다.

## 아종
4종의 아종이 알려져 있다.
- S. c. colliaei
- S. c. nuchalis
- S. c. sinaloensis
- S. c. truei